# Trois Petites Filles
Pour plus de détails, voir Fiche technique et Distribution.
Trois Petites Filles est un film français de Jean-Loup Hubert sorti en 2004.

## Synopsis
Trois jeunes adolescentes — dont l'une essaie d'échapper à un mariage forcé — parcourent la Corse à la recherche de rêve et d'échappatoire.

## Fiche technique
- Titre : Trois Petites Filles

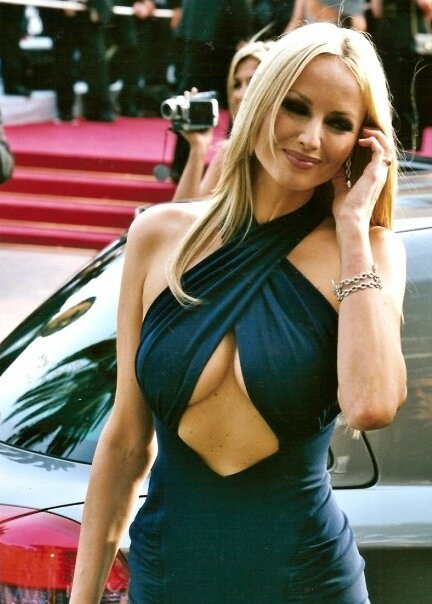
L'actrice débutante Adriana Karembeu, au Festival de Cannes 2005.

- Réalisation et scénario : Jean-Loup Hubert
- Photo : Renaud Chassaing
- Montage : Sandrine Deegen
- Décors : Frédéric Duru
- Musique : Pauline Hubert
- Durée : 102 min
- Date de sortie :  France : 29 septembre 2004

## Distribution
- Gérard Jugnot : Paolo
- Adriana Karembeu : Laetitia
- Morgane Cabot : Pauline
- Sabrina Ouazani : Lilia
- Lucie de Saint-Thibault : Lucie
- Marc Andreoni : Léo
- Alexandre Ibisk : Alex
- Julien Hubert : Thibaut
- Thérèse Liotard : La mère de Pauline
- Tania Garbarski : Delphine
- Stéphane De Groodt : L'inspecteur
- Karim Saleh: Le frère de Lilia